# Лохми
Лохми, също Вич, Бич (на гръцки: Λόχμη, до 1927 година: Βίτσι, Вици) е село в Република Гърция, дем Гревена на едноименния ном Гревена, област Западна Македония.

## География
Селото е разположено на 760 m надморска височина на около 17 km северно от град Гревена.

## История

### В Османската империя
Църквата „Свети Николай“ е от 1742 година и има стари икони.
През ΧΙΧ век Вич е малко гръцко чифлишко село в северната част на Гревенската каза на Османската империя. Кулата на чифликчиите, изградена през 1848 година, е запазена и до днес. Главната селска църква „Свети Архангели“ е издигната през 1848 година по времето на митрополит Йоаникий Гревенски и има интересни стенописи от ХІХ век. Според статистиката на Васил Кънчов („Македония. Етнография и статистика“) през 1900 в Бичъ (Вичъ, Вици) има 100 гърци.
На Етнографската карта на Битолския вилает на Картографския институт в София от 1901 година Виче (Вица) е чисто гръцко село в Гревенската каза на Серфидженския санджак с 18 къщи.
Според статистика на Серфидженския санджак на гръцкото консулство в Еласона от 1904 година във Вици (Βίτσι), Гревенска каза, живеят 80 гърци елинофони християни.

### В Гърция
През Балканската война в 1912 година в селото влизат гръцки части и след Междусъюзническата в 1913 година Вич влиза в състава на Кралство Гърция.
През 1927 година името на селото е сменено на Лохми.
| Година    | 1913 | 1920 | 1928 | 1940 | 1951 | 1961 | 1971 | 1981 | 1991 | 2001 | 2011 | 2021 |
| --------- | ---- | ---- | ---- | ---- | ---- | ---- | ---- | ---- | ---- | ---- | ---- | ---- |
| Население | 62   | 68   | 84   | 112  | 102  | 94   | 59   | 59   | 74   | 47   | 22   | 20   |